# Пиннань (Ниндэ)
Пинна́нь (кит. упр. 屏南, пиньинь Píngnán) — уезд городского округа Ниндэ провинции Фуцзянь (КНР).

## История
Уезд Пиннань был выделен из уезда Гутянь в 1735 году, во времена империи Цин.
После образования КНР в 1949 году был создан Специальный район Наньпин (南平专区), и уезд вошёл в его состав. В 1963 году уезд был передан в состав Специального района Миньхоу (闽侯专区), а в 1970 году — в состав Специального района Фуань (福安专区). В 1971 году власти Специального района переехали из уезда Фуань в уезд Ниндэ, а сам специальный район был переименован в Округ Ниндэ (宁德地区).
Постановлением Госсовета КНР от 14 ноября 1999 года округ Ниндэ был преобразован в городской округ.

## Население
Основное население — миньцы; в деревне Бади проживают шэ.

## Административное деление
Уезд делится на 4 посёлка и 7 волостей.